# Полатовка
Полатовка (Палатовка) — река в России, протекает в Белгородской области. Левый приток реки Валуй.

## География
Река Полатовка берёт начало у села Палатовка-Вторая. Течёт на юг. Устье реки находится у села Мандрово в 24 км по левому берегу реки Валуй. Длина реки составляет 32 км, площадь водосборного бассейна 643 км².

### Притоки (км от устья)
- 10 км: река Россошь

## Данные водного реестра
По данным государственного водного реестра России относится к Донскому бассейновому округу, водохозяйственный участок реки — Оскол ниже Старооскольского гидроузла до границы РФ с Украиной, речной подбассейн реки — Северский Донец (российская часть бассейна). Речной бассейн реки — Дон (российская часть бассейна).
По данным геоинформационной системы водохозяйственного районирования территории РФ, подготовленной Федеральным агентством водных ресурсов:
- Код водного объекта в государственном водном реестре — 05010400312107000012025
- Код по гидрологической изученности (ГИ) — 107001202
- Код бассейна — 05.01.04.003
- Номер тома по ГИ — 07
- Выпуск по ГИ — 0